# Мелница (Мариово)
Вижте пояснителната страница за други значения на Мелница.
Мелница (на македонска литературна норма: Мелница) е бивше село, на територията на Община Прилеп, Северна Македония.

## География
Селото е било разположено в областта Мариово, южно от общинския център Прилеп на двата бряга на река Бутурица. Край селото е разположен Мелнишкият манастир „Свети Илия“, граден в 1872 година.

## История
В обобщен списък на джизието на немюсюлманите от селата от вакъфите на починалия султан Сюлейман в казата Пирлепе от 9 ноември 1615 година селото е записано като Менличе с 46 ханета (домакинства). В списък (иджмал дефтер) на селищата от вакъфа на султан Сюлейман в Морихова от 14 февруари 1628 година в Менличе са отбелязани 29 ханета.
В XIX век Мелница е малко българско село в Прилепска кааза, Мориховска нахия на Османската империя. В „Етнография на вилаетите Адрианопол, Монастир и Салоника“, издадена в Константинопол в 1878 година и отразяваща статистиката на населението от 1873 година, Мелница (Melnitza) е посочено като село със 137 домакинства и 548 жители българи и 14 цигани.
Според статистиката на Васил Кънчов („Македония. Етнография и статистика“) от 1900 година Мелница има 94 българи християни.
На Етнографската карта на Битолския вилает на Картографския институт в София от 1901 година Мелница е чисто българско село в Прилепската каза на Битолския санджак с 18 къщи.
В началото на XX век българското население на селото е под върховенството на Българската екзархия. По данни на секретаря на екзархията Димитър Мишев („La Macédoine et sa Population Chrétienne“) през 1905 година в Мелница (Melnitza) има 72 българи екзархисти.
Според Георги Трайчев към 1860 година селото брои 50 къщи, а към 1900 - 10-12. Вследствие на андартските нападения то съвсем запустява.

## Личности
Родени в Мелница
- Стале Попов (1902 – 1965), писател от Социалистическа Република Македония

Починали в Мелница
- Борис Живков Димитров, български военен деец, подпоручик, загинал през Първата световна война[8]
- Петко Рангелов Петков, български военен деец, подпоручик, загинал през Първата световна война[9]